# Battiti (singolo)
Battiti è un singolo del rapper italiano DrefGold, pubblicato il 10 giugno 2022.

## Tracce
1. Battiti – 2:35

## Formazione
- DrefGold – voce
- Bdope – produzione
- Daves the Kid – produzione